# Aviron Bayonnais
Aviron Bayonnais ist ein Sportverein in der französischen Stadt Bayonne im Département Pyrénées-Atlantiques. Er wurde am 17. August 1904 gegründet und besteht aus 16 Abteilungen. Trotz des Vereinsnamens („Aviron“ bedeutet „Rudersport“) ist Rugby Union die mit Abstand bedeutendste Abteilung. Die Rugby-Abteilung kam 1906 zu Aviron Bayonnais, als Stade bayonnais des rugbymen in den Verein integriert wurde.
Angeboten werden folgende Sportarten:
- Aikido
- Basketball
- Boxen
- Fechten

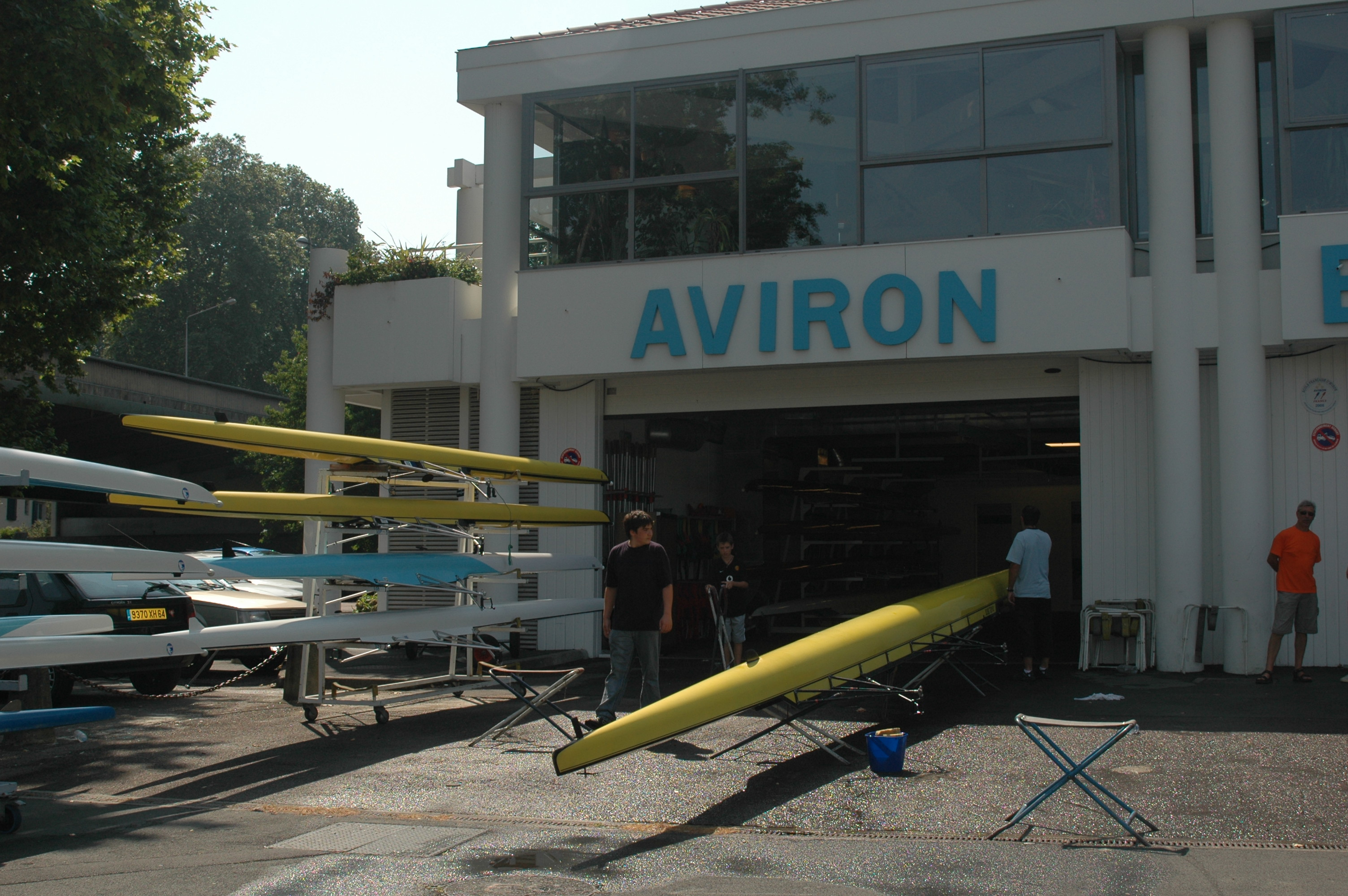
Bootshaus der Ruderabteilung, 2006

- Fußball – siehe Aviron Bayonnais (Fußball)
- Handball
- Judo
- Leichtathletik
- Pelota
- Fahrradreisen
- Radsport
- Rudern
- Rugby Union – siehe Aviron Bayonnais (Rugby Union)
- Schwimmen
- Tennis
- Turnen